# Castello di Bominaco
Il castello di Bominaco sorge nella frazione di Bominaco del comune di Caporciano, in provincia dell'Aquila.

## Storia
Il castello di Bominaco sorge al di sopra del complesso della chiesa di Santa Maria Assunta e dell'oratorio di San Pellegrino, in una posizione di controllo sull'altopiano di Navelli. La struttura iniziale risale al XII secolo, ma l'aspetto attuale deriva dalla distruzione del precedente castello attuata nell'agosto del 1423 dal capitano di ventura Braccio da Montone, che in tale occasione fece uccidere anche il feudatario Castellano della Rosa, e dalla sua ricostruzione da parte di Cipriano da Forfona, figlio di Jacobuccio, su autorizzazione di Papa Martino V.

## Architettura
La cinta muraria è a pianta trapezoidale, intervallata da torri rompitratta a base quadrata. Il punto più alto del recinto è difeso dal mastio a pianta cilindrica con la base a forte scarpata ed un coronamento aggettante. L'interno del recinto conserva ancora le tracce murarie delle abitazioni e delle strutture che un tempo ospitava.

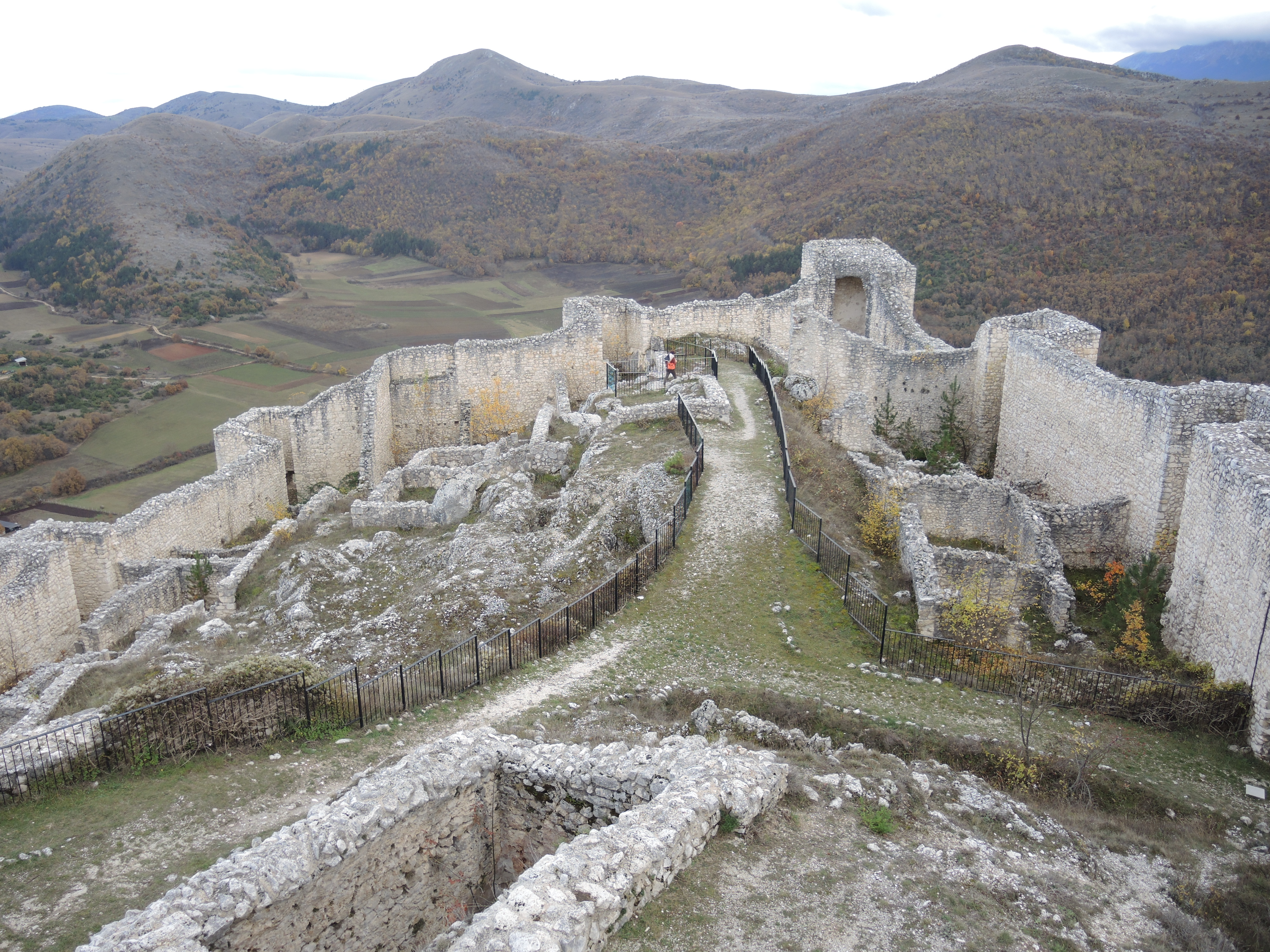
Resti delle abitazioni e delle strutture un tempo presenti nel recinto del castello di Bominaco

## Galleria d'immagini

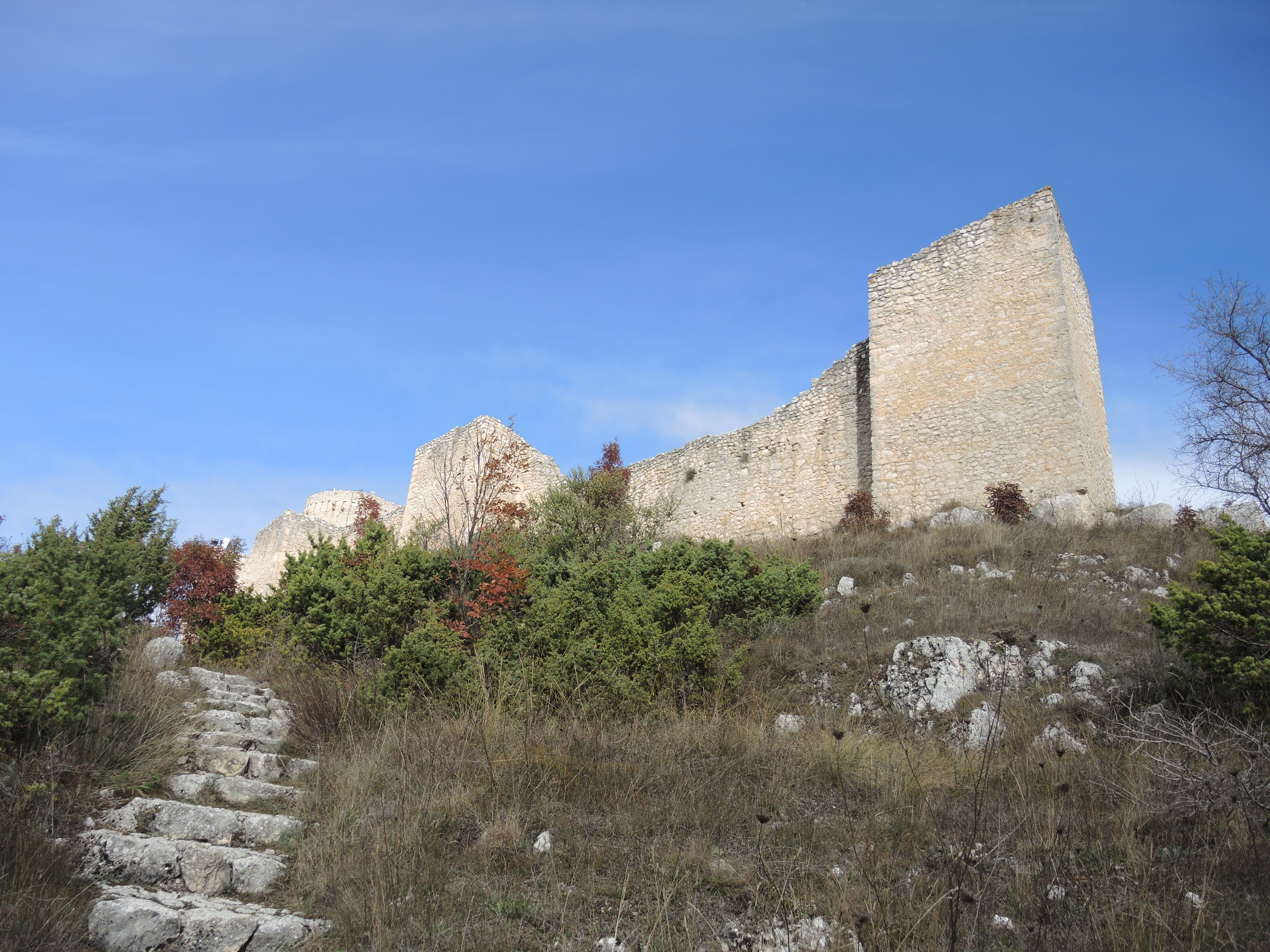
Visione dal basso
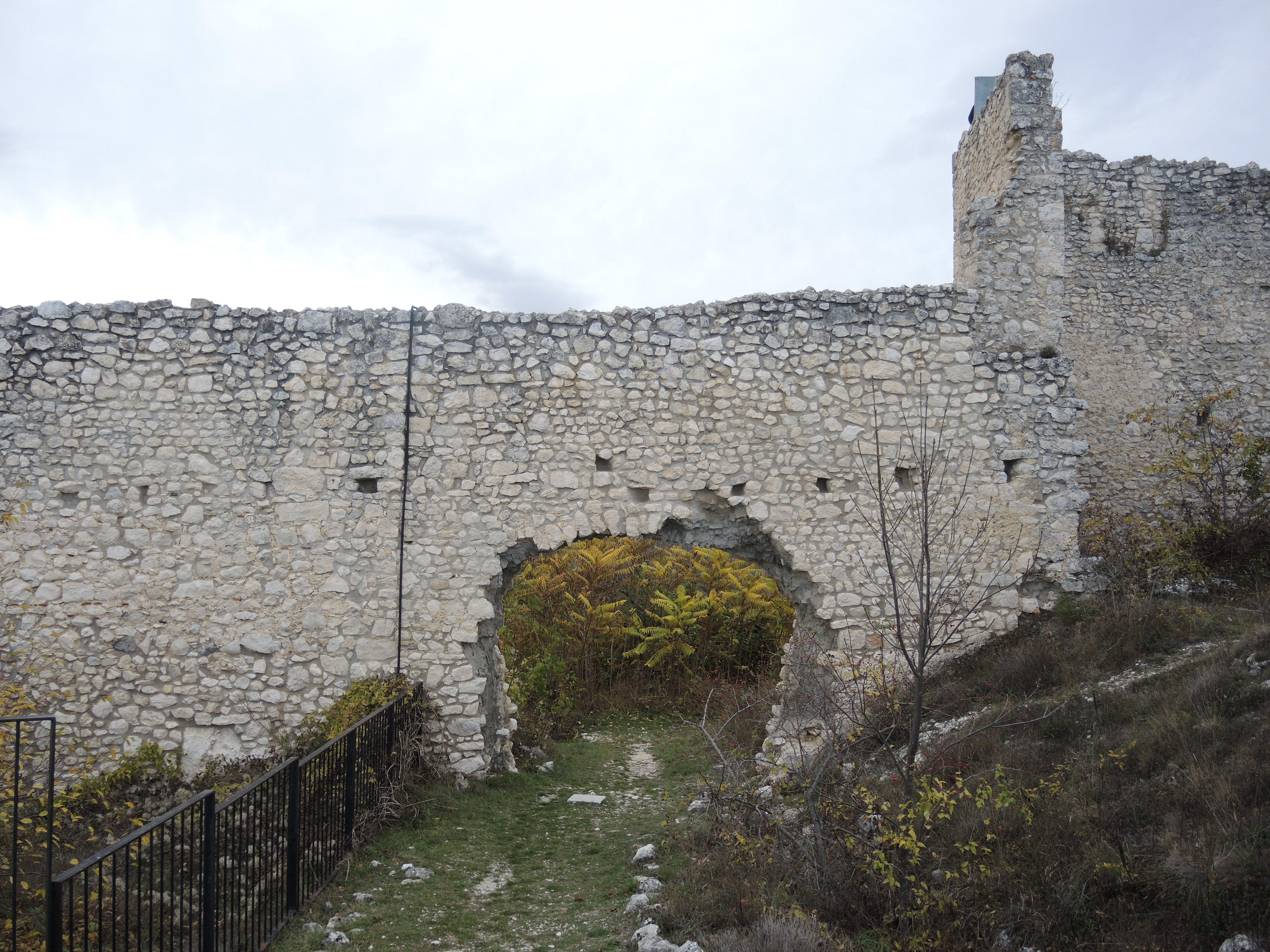
Resti della porta d'accesso principale
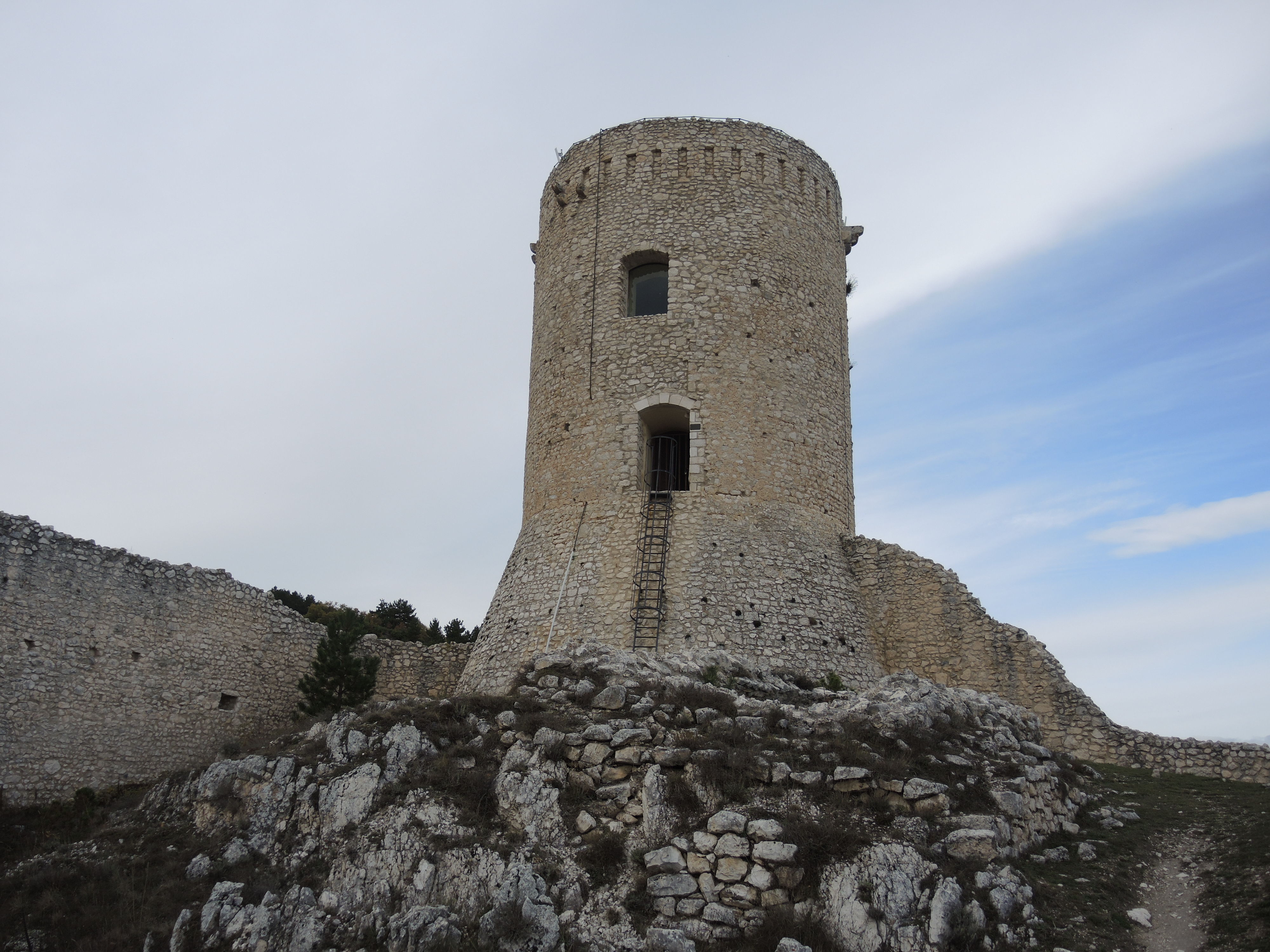
Esterno del mastio
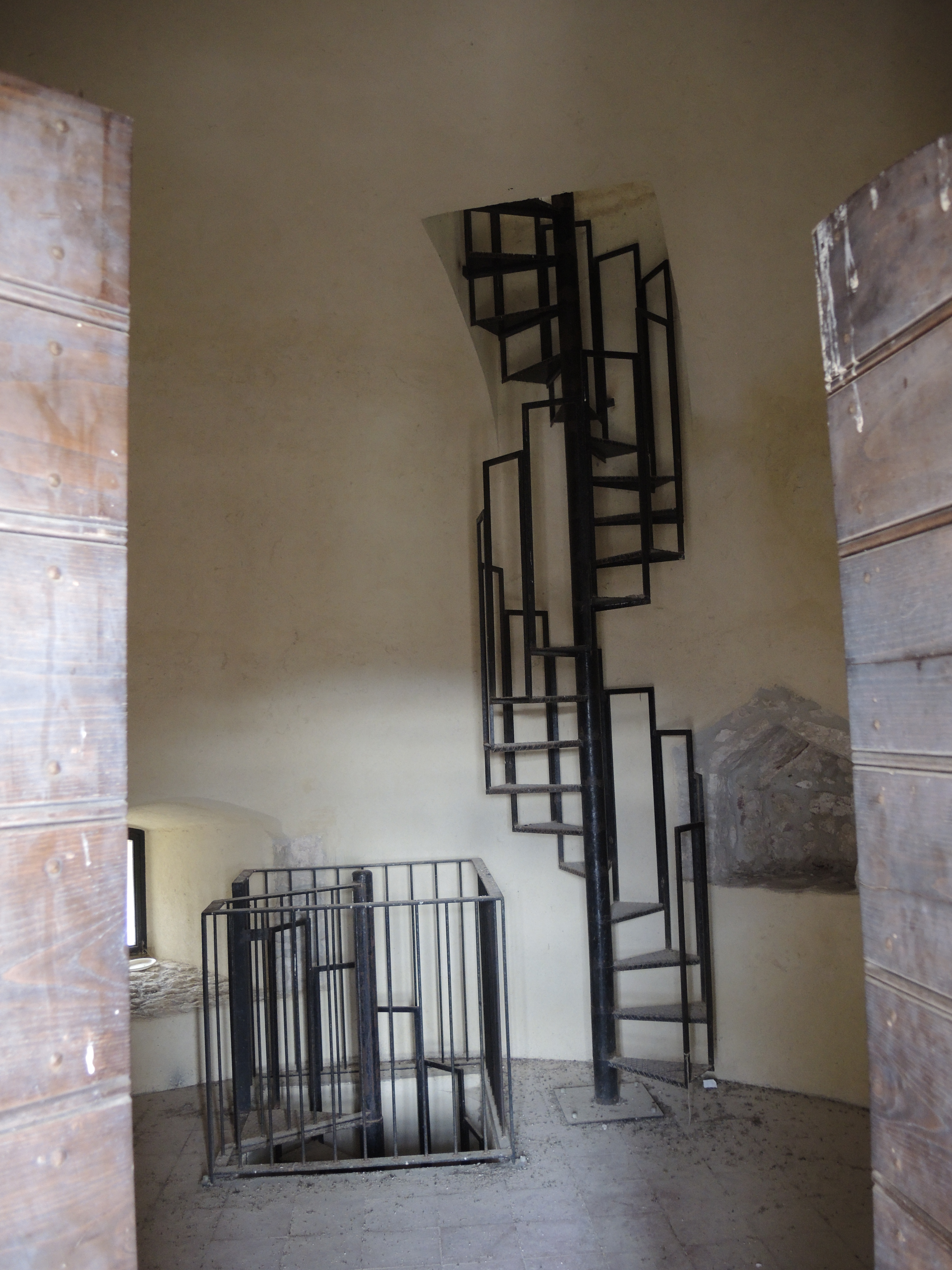
Interno del mastio
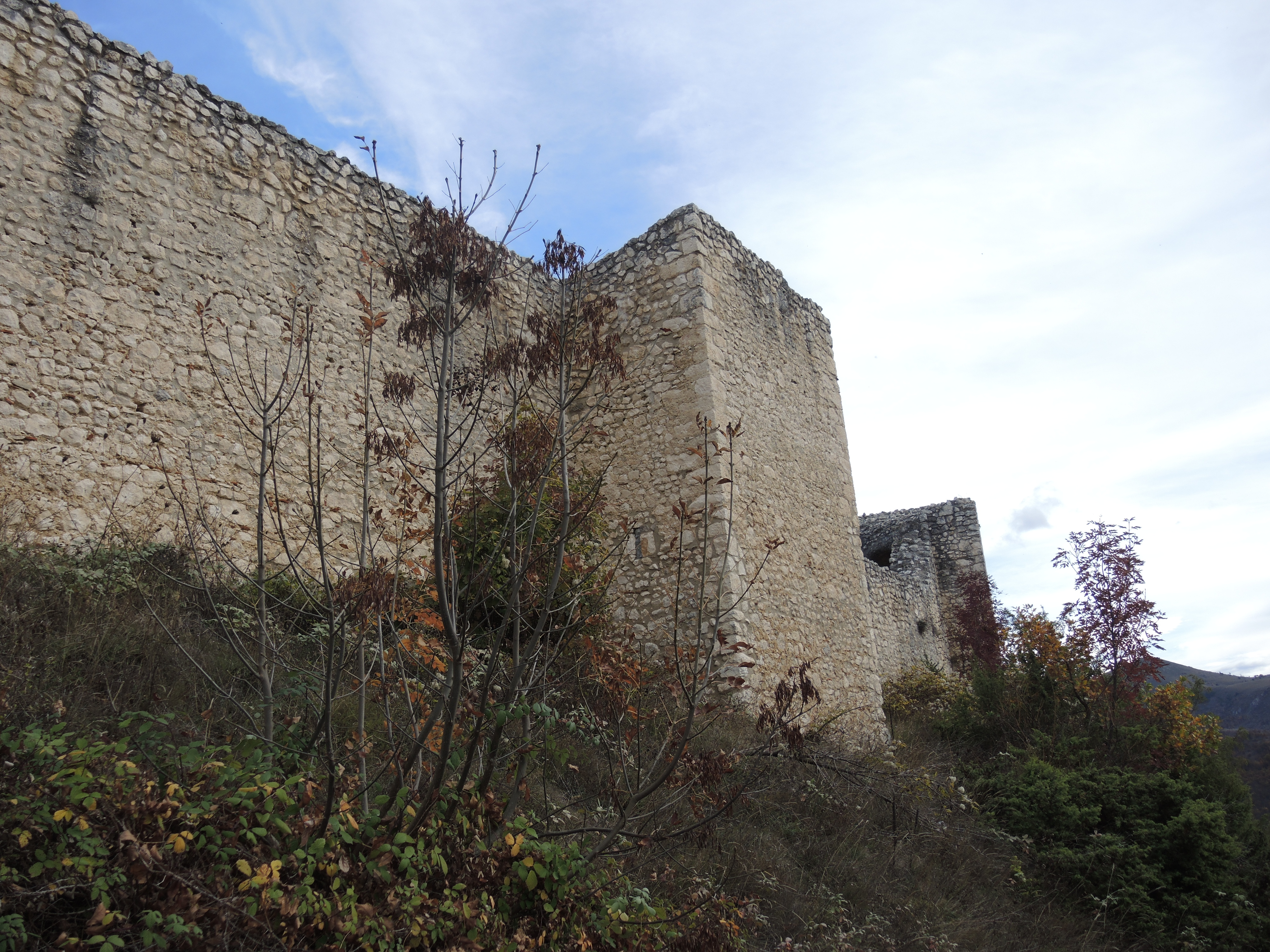
Esterno di una delle torri rompitratta
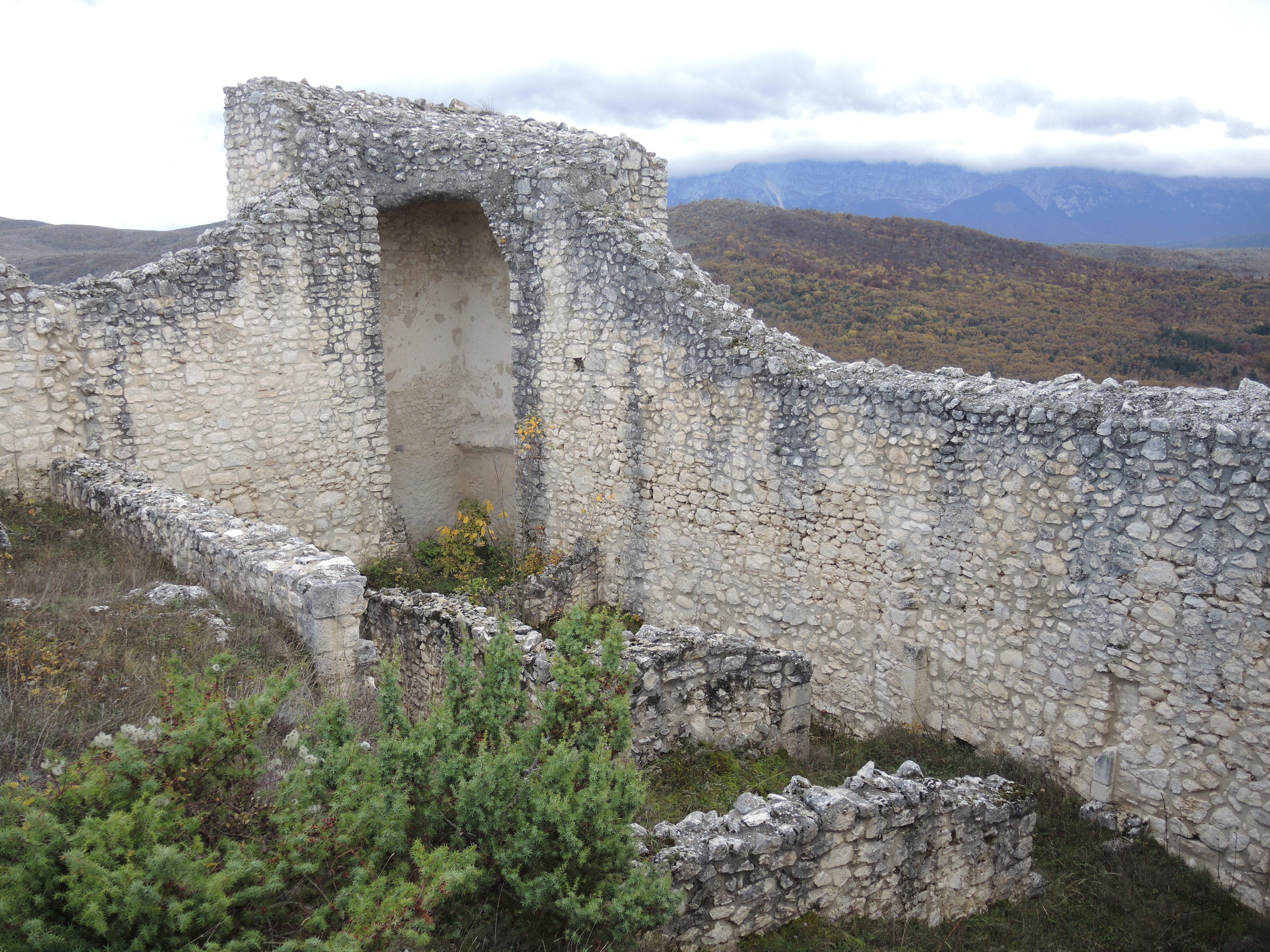
Interno di una delle torri rompitratta